# Fort Worth (Texas)
Fort Worth er den sjettestørste by i den amerikanske stat Texas.
Byen ligger vest for Dallas. I 2010 havde byen 741.206 indbyggere. Fort Worth er administrativt centrum i det amerikanske county Tarrant County. Byen blev grundlagt som militærlejr i 1849.
Byen er hjemsted for det private universitet, Texas Christian University, som er beliggende sydvest for centrum.